# Canton d'Auterive
Le canton d'Auterive est une circonscription électorale française de l'arrondissement français de Muret, dans le département de la Haute-Garonne en région Occitanie et fait partie de la septième circonscription de la Haute-Garonne.

## Histoire
Le canton d'Auterive existait dès 1793.
Un nouveau découpage territorial de la Haute-Garonne entre en vigueur à l'occasion des élections départementales de mars 2015, défini par le décret du 13 février 2014, en application des lois du 17 mai 2013 (loi organique 2013-402 et loi 2013-403). Les conseillers départementaux sont, à compter de ces élections, élus au scrutin majoritaire binominal mixte. Les électeurs de chaque canton élisent au Conseil départemental, nouvelle appellation du Conseil général, deux membres de sexe différent, qui se présentent en binôme de candidats. Les conseillers départementaux sont élus pour 6 ans au scrutin binominal majoritaire à deux tours, l'accès au second tour nécessitant 12,5 % des inscrits au 1er tour. En outre la totalité des conseillers départementaux est renouvelée. Ce nouveau mode de scrutin nécessite un redécoupage des cantons dont le nombre est divisé par deux avec arrondi à l'unité impaire supérieure si ce nombre n'est pas entier impair, assorti de conditions de seuils minimaux. Dans la Haute-Garonne, le nombre de cantons passe ainsi de 53 à 27. Le nombre de communes du canton d'Auterive passe de 11 à 47.
Le nouveau canton d'Auterive est formé de communes des anciens cantons d'Auterive (9 communes), de Rieux-Volvestre (10 communes), de Carbonne (11 communes), de Montesquieu-Volvestre (10 communes), de Cintegabelle (6 communes), et du Fousseret (1 commune). Le canton est entièrement inclus dans l'arrondissement de Muret. Le bureau centralisateur est situé à Auterive.

## Représentation

### Conseillers généraux de 1833 à 2015
| Période | Période      | Identité                   | Étiquette              | Qualité |
| ------- | ------------ | -------------------------- | ---------------------- | --- |
| 1833    | 1842 (décès) | Comte Bertrand Clauzel     | Majorité ministérielle | Maréchal de France Député des Ardennes (1829-1842) |
| 1842    | 1848         | Baron Emile de Randal      |                        | Propriétaire du domaine de Randal, à Auterive |
| 1848    | 1852         | Maxime de Roquette-Buisson | Parti de l'ordre       | Propriétaire à Toulouse, magistrat Député (1849-1851) |
| 1852    | 1858         | Alexandre Mespliès         |                        | Juge de paix à Auterive |
| 1858    | 1869 (décès) | Jean Casimir Adolphe Niel  | Droite monarchiste     | Sénateur (1857-1869) Maréchal de France, Ministre de la Guerre Président du Conseil Général                                                                            |
| 1869    | 1871         | Gustave Paul Niel          | Droite monarchiste     | Propriétaire, maire d'Auterive |
| 1871    | 1871         | Louis Séguy                | Républicain            | Pharmacien, maire d'Auterive |
| 1871    | 1883         | Gustave Paul Niel          | Droite monarchiste     | Propriétaire, maire d'Auterive |
| 1883    | 1895         | Emmanuel Guilhem           | Républicain            | Propriétaire, maire de Venerque |
| 1895    | 1899 (décès) | Félix Mandement            | Républicain            | Entrepreneur de travaux publics Maire d'Auterive (1892-1899) |
| 1900    | 1913         | Auguste Guilhem            | Rad.                   | Chargé de cours à la Faculté de médecine de Toulouse |
| 1913    | 1936 (décès) | Pierre Darbas              | Rad.                   | Vétérinaire à Auterive |
| 1936    | 1940         | Théodore Roques            | SFIO                   | Maire d'Auterive (1921-1941) |
|         |              |                            |                        | |
| 1943    | 1945         | Raymond Monna              |                        | Maire d'Auribail Nommé conseiller départemental en 1943 |
|         |              |                            |                        | |
| 1945    | 1951         | Théodore Roques            | SFIO                   | Maire d'Auterive (1921-1941 et 1945-1951) |
| 1951    | 1970         | Jean Proudhom              | Rad.                   | Négociant Maire d'Auterive (1951-1976) |
| 1970    | 1976         | Henri Gautié               | Rad. puis MRG          | Huissier de justice, greffier d'instance |
| 1976    | 1994         | Gérard Paloudier           | PS                     | Chirurgien-dentiste Adjoint au maire d'Auterive |
| 1994    | 2008         | Jean-Pierre Bastiani       | UDF-CDS puis UMP       | Chef d'entreprise Député (1993-1997) Maire d'Auterive (1989-2008 et 2014-2017)                                                                                         |
| 2008    | 2015         | Cécile Ha-Minh-Tu          | PS                     | Directrice des relations institutionnelles chez Airbus Suppléante du député PS Patrick Lemasle (2007-2017) puis de la députée LREM Élisabeth Toutut-Picard (2017-2022) |

### Conseillers d'arrondissement (de 1833 à 1940)
| Période                                  | Période | Identité                    | Étiquette   | Qualité |
| ---------------------------------------- | ------- | --------------------------- | ----------- | --- |
| 1833                                     | 1848    | André Rose Niel (1801-1873) |             | Propriétaire agricole, maire de Mauressac                                                                   |
|                                          |         |                             |             | |
| 1874                                     | 1886    | Joseph Cornus               | Droite      | Médecin et griculteur à Auterive                                                                            |
| 1886                                     | 1904    | Joseph Séguy                | Républicain | Suppléant du juge de paix, propriétaire à Auterive                                                          |
| 1904                                     | 1928    | Jean-Bruno Soucasse         | Radical     | Propriétaire, adjoint puis maire de Beaumont                                                                |
| 1928                                     | 1940    | Joseph Gorgues              | SFIO        | Ingénieur agricole, Grépiac                                                                                 |
| 1940                                     |         |                             |             | Les conseils d'arrondissement ont été suspendus par la loi du 12 octobre 1940 et n'ont jamais été réactivés |
| Les données manquantes sont à compléter. |         |                             |             | |

### Conseillers départementaux après 2015
| Période élective | Période élective | Mandat | Mandat   | Identité             | Nuance | Nuance | Qualité |
| ---------------- | ---------------- | ------ | -------- | -------------------- | ------ | ------ | --- |
| 2015             | 2021             | 2015   | 2021     | Maryse Vézat-Baronia |        | PS     | Ancienne professeur de lycée Maire de Rieux-Volvestre (depuis 2008) Vice-Présidente de la Commission Permanente, chargée du Développement Territorial, de l'Aménagement du Territoire et du Tourisme                        |
| 2015             | 2021             | 2015   | 2021     | Sébastien Vincini    |        | PS     | Ingénieur en environnement Maire de Cintegabelle (2020 → 2022) Président de Réseau31 - SMEA (Le Syndicat mixte de l'eau et de l'assainissement de la Haute-Garonne est exploité sous l’appellation commerciale de Réseau31) |
| 2021             | 2028             | 2021   | en cours | Maryse Vezat-Baronia |        | PS     | Maire de Rieux-Volvestre 2e Vice-présidente Aménagement et développement des territoires |
| 2021             | 2028             | 2021   | en cours | Sebastien Vincini    |        | PS     | Maire de Cintegabelle (2020 → 2022) Président du Conseil Départemental depuis le 13 décembre 2022 |

### Résultats détaillés

#### Élections de mars 2015
À l'issue du 1er tour des élections départementales de 2015, deux binômes sont en ballottage : Maryse Vézat-Baronia et Sébastien Vincini (PS, 32,61 %) et Marie-Christine Parolin et Henri Vimeaux (FN, 31,73 %). Le taux de participation est de 54,93 % (20 423 votants sur 37 177 inscrits) contre 52,11 % au niveau départemental et 50,17 % au niveau national.
Au second tour, Maryse Vézat-Baronia et Sébastien Vincini (PS) sont élus avec 58,72 % des suffrages exprimés et un taux de participation de 58,23 % (11 479 voix pour 21 646 votants et 37 171 inscrits).

#### Élections de juin 2021
Le premier tour des élections départementales de 2021 est marqué par un très faible taux de participation (33,26 % au niveau national). Dans le canton d'Auterive, ce taux de participation est de 38,52 % (15 333 votants sur 39 805 inscrits) contre 36,67 % au niveau départemental. À l'issue de ce premier tour, deux binômes sont en ballottage : Maryse Vezat-Baronia et Sebastien Vincini (Union à gauche, 49,51 %) et Éric Oliveira et Emmanuelle Pinatel (RN, 24,33 %).
Le second tour des élections est marqué une nouvelle fois par une abstention massive équivalente au premier tour. Les taux de participation sont de 34,36 % au niveau national, 36,26 % dans le département et 38,89 % dans le canton d'Auterive. Maryse Vezat-Baronia et Sebastien Vincini (Union à gauche) sont élus avec 71,3 % des suffrages exprimés (10 424 voix pour 15 484 votants et 39 818 inscrits),,.

## Composition

### Composition avant 2015
Le canton d'Auterive était composé de 11 communes.
| Nom                  | Code Insee | Codepostal | Superficie (km2) | Population (dernière pop. légale) | Densité (hab./km2) |
| -------------------- | ---------- | ---------- | ---------------- | --------------------------------- | ------------------ |
| Auterive (chef-lieu) | 31033      | 31190      | 36,54            | 9 275 (2012)                      | 254                |
| Auribail             | 31027      | 31190      | 8,94             | 231 (2012)                        | 26                 |
| Beaumont-sur-Lèze    | 31052      | 31870      | 26,31            | 1 527 (2012)                      | 58                 |
| Labruyère-Dorsa      | 31256      | 31190      | 2,19             | 259 (2012)                        | 118                |
| Grépiac              | 31233      | 31190      | 8,18             | 1 004 (2012)                      | 123                |
| Lagrâce-Dieu         | 31264      | 31190      | 8,52             | 518 (2012)                        | 61                 |
| Mauressac            | 31330      | 31190      | 4,52             | 481 (2012)                        | 106                |
| Miremont             | 31345      | 31190      | 22,40            | 2 223 (2012)                      | 99                 |
| Puydaniel            | 31442      | 31190      | 7,38             | 436 (2012)                        | 59                 |
| Venerque             | 31572      | 31810      | 14,57            | 2 583 (2012)                      | 177                |
| Vernet               | 31574      | 31810      | 10,53            | 2 314 (2012)                      | 220                |

### Composition à partir de 2015
Le nouveau canton d'Auterive comprend quarante-sept communes entières.
| Nom                              | Code Insee | Intercommunalité                       | Superficie (km2) | Population (dernière pop. légale) | Densité (hab./km2) | Modifier                                    |
| -------------------------------- | ---------- | -------------------------------------- | ---------------- | --------------------------------- | ------------------ | ------------------------------------------- |
| Auterive (bureau centralisateur) | 31033      | CC du Bassin Auterivain Haut-Garonnais | 36,54            | 10 291 (2022)                     | 282                | modifier les données · modifier les données |
| Auribail                         | 31027      | CC du Bassin Auterivain Haut-Garonnais | 8,94             | 195 (2022)                        | 22                 | modifier les données · modifier les données |
| Bax                              | 31047      | CC du Volvestre                        | 5,99             | 99 (2022)                         | 17                 | modifier les données · modifier les données |
| Beaumont-sur-Lèze                | 31052      | CC du Bassin Auterivain Haut-Garonnais | 26,31            | 1 638 (2022)                      | 62                 | modifier les données · modifier les données |
| Bois-de-la-Pierre                | 31071      | CC du Volvestre                        | 7,42             | 459 (2022)                        | 62                 | modifier les données · modifier les données |
| Canens                           | 31103      | CC du Volvestre                        | 4,84             | 61 (2022)                         | 13                 | modifier les données · modifier les données |
| Capens                           | 31104      | CC du Volvestre                        | 6,77             | 650 (2022)                        | 96                 | modifier les données · modifier les données |
| Carbonne                         | 31107      | CC du Volvestre                        | 26,59            | 5 650 (2022)                      | 212                | modifier les données · modifier les données |
| Castagnac                        | 31111      | CC du Volvestre                        | 10,77            | 326 (2022)                        | 30                 | modifier les données · modifier les données |
| Caujac                           | 31128      | CC du Bassin Auterivain Haut-Garonnais | 10,82            | 864 (2022)                        | 80                 | modifier les données · modifier les données |
| Cintegabelle                     | 31145      | CC du Bassin Auterivain Haut-Garonnais | 52,92            | 2 994 (2022)                      | 57                 | modifier les données · modifier les données |
| Esperce                          | 31173      | CC du Bassin Auterivain Haut-Garonnais | 16,42            | 281 (2022)                        | 17                 | modifier les données · modifier les données |
| Gaillac-Toulza                   | 31206      | CC du Bassin Auterivain Haut-Garonnais | 40,40            | 1 331 (2022)                      | 33                 | modifier les données · modifier les données |
| Gensac-sur-Garonne               | 31219      | CC du Volvestre                        | 10,14            | 452 (2022)                        | 45                 | modifier les données · modifier les données |
| Goutevernisse                    | 31225      | CC du Volvestre                        | 4,69             | 186 (2022)                        | 40                 | modifier les données · modifier les données |
| Gouzens                          | 31226      | CC du Volvestre                        | 5,70             | 81 (2022)                         | 14                 | modifier les données · modifier les données |
| Grazac                           | 31231      | CC du Bassin Auterivain Haut-Garonnais | 7,17             | 792 (2022)                        | 110                | modifier les données · modifier les données |
| Grépiac                          | 31233      | CC du Bassin Auterivain Haut-Garonnais | 8,18             | 1 009 (2022)                      | 123                | modifier les données · modifier les données |
| Labruyère-Dorsa                  | 31256      | CC du Bassin Auterivain Haut-Garonnais | 2,19             | 305 (2022)                        | 139                | modifier les données · modifier les données |
| Lacaugne                         | 31258      | CC du Volvestre                        | 6,06             | 244 (2022)                        | 40                 | modifier les données · modifier les données |
| Lafitte-Vigordane                | 31261      | CC du Volvestre                        | 11,38            | 1 156 (2022)                      | 102                | modifier les données · modifier les données |
| Lagrâce-Dieu                     | 31264      | CC du Bassin Auterivain Haut-Garonnais | 8,52             | 555 (2022)                        | 65                 | modifier les données · modifier les données |
| Lahitère                         | 31267      | CC du Volvestre                        | 3,90             | 53 (2022)                         | 14                 | modifier les données · modifier les données |
| Lapeyrère                        | 31272      | CC du Volvestre                        | 6,30             | 59 (2022)                         | 9,4                | modifier les données · modifier les données |
| Latour                           | 31279      | CC du Volvestre                        | 6,24             | 80 (2022)                         | 13                 | modifier les données · modifier les données |
| Latrape                          | 31280      | CC du Volvestre                        | 19,08            | 437 (2022)                        | 23                 | modifier les données · modifier les données |
| Lavelanet-de-Comminges           | 31286      | CC du Volvestre                        | 13,54            | 657 (2022)                        | 49                 | modifier les données · modifier les données |
| Longages                         | 31303      | CC du Volvestre                        | 21,42            | 3 336 (2022)                      | 156                | modifier les données · modifier les données |
| Mailholas                        | 31312      | CC du Volvestre                        | 2,94             | 35 (2022)                         | 12                 | modifier les données · modifier les données |
| Marliac                          | 31319      | CC du Bassin Auterivain Haut-Garonnais | 7,20             | 132 (2022)                        | 18                 | modifier les données · modifier les données |
| Marquefave                       | 31320      | CC du Volvestre                        | 18,92            | 976 (2022)                        | 52                 | modifier les données · modifier les données |
| Massabrac                        | 31326      | CC du Volvestre                        | 4,00             | 121 (2022)                        | 30                 | modifier les données · modifier les données |
| Mauressac                        | 31330      | CC du Bassin Auterivain Haut-Garonnais | 4,52             | 498 (2022)                        | 110                | modifier les données · modifier les données |
| Mauzac                           | 31334      | CC du Volvestre                        | 9,27             | 1 343 (2022)                      | 145                | modifier les données · modifier les données |
| Miremont                         | 31345      | CC du Bassin Auterivain Haut-Garonnais | 22,40            | 2 787 (2022)                      | 124                | modifier les données · modifier les données |
| Montaut                          | 31361      | CC du Volvestre                        | 17,88            | 557 (2022)                        | 31                 | modifier les données · modifier les données |
| Montbrun-Bocage                  | 31365      | CC du Volvestre                        | 30,61            | 581 (2022)                        | 19                 | modifier les données · modifier les données |
| Montesquieu-Volvestre            | 31375      | CC du Volvestre                        | 59,82            | 3 083 (2022)                      | 52                 | modifier les données · modifier les données |
| Montgazin                        | 31379      | CC du Volvestre                        | 6,89             | 166 (2022)                        | 24                 | modifier les données · modifier les données |
| Noé                              | 31399      | CC du Volvestre                        | 9,65             | 2 979 (2022)                      | 309                | modifier les données · modifier les données |
| Peyssies                         | 31416      | CC du Volvestre                        | 6,37             | 687 (2022)                        | 108                | modifier les données · modifier les données |
| Puydaniel                        | 31442      | CC du Bassin Auterivain Haut-Garonnais | 7,38             | 573 (2022)                        | 78                 | modifier les données · modifier les données |
| Rieux-Volvestre                  | 31455      | CC du Volvestre                        | 32,38            | 2 625 (2022)                      | 81                 | modifier les données · modifier les données |
| Saint-Christaud                  | 31474      | CC du Volvestre                        | 10,87            | 236 (2022)                        | 22                 | modifier les données · modifier les données |
| Saint-Julien-sur-Garonne         | 31492      | CC du Volvestre                        | 8,15             | 552 (2022)                        | 68                 | modifier les données · modifier les données |
| Saint-Sulpice-sur-Lèze           | 31517      | CC du Volvestre                        | 13,97            | 2 288 (2022)                      | 164                | modifier les données · modifier les données |
| Salles-sur-Garonne               | 31525      | CC du Volvestre                        | 5,68             | 591 (2022)                        | 104                | modifier les données · modifier les données |
| Canton d'Auterive                | 3101       |                                        | 668,14           | 55 051 (2022)                     | 82                 | modifier les données                        |

## Démographie

### Démographie avant 2015
| 1962  | 1968  | 1975   | 1982   | 1990   | 1999   | 2006   | 2011   | 2012   |
| ----- | ----- | ------ | ------ | ------ | ------ | ------ | ------ | ------ |
| 7 738 | 9 537 | 11 047 | 12 657 | 14 074 | 15 536 | 18 585 | 20 573 | 20 851 |

### Démographie depuis 2015
En 2022, le canton comptait 55 051 habitants, en évolution de +5,18 % par rapport à 2016 (Haute-Garonne : +8,02 %, France hors Mayotte : +2,11 %).
| 2013   | 2018   | 2022   |
| ------ | ------ | ------ |
| 50 641 | 53 346 | 55 051 |